# Léger de Plas
Pour les articles homonymes, voir de Plas et Plas.
Léger de Plas, ou Légier, en latin Leodegarius, né vers 1549, mort le 24 mars 1635, est un prélat catholique français, évêque de Lectoure de 1599 à 1635.

## Biographie
Léger de Plas est originaire du Limousin, où sa famille possède le château des Plas, à Curemonte (Corrèze). Il est le fils de Annat de Plas et de Marie d'Etampes de Valencay. Il fait ses humanités et sa philosophie à Paris puis ses études de droit à Toulouse vers 1565-1566 où il obtient quelques degrés.
Il est ordonné prêtre à trente ans et devient prédicateur de missions. Il obtient en commende le prieuré de Layrac de l’ordre bénédictin. Il est nommé évêque en juillet 1599 et consacré en décembre à Paris, par le cardinal de Joyeuse, archevêque de Toulouse.
Il doit s’efforcer d’apaiser les querelles entre protestants et catholiques. Les protestants sont soutenus par le gouverneur de la ville, M. de Fontrailles, qui est un des leurs et qui s’oppose fréquemment à l’évêque, au point que le maréchal d’Ornano, lieutenant général de Guyenne, doit intervenir pour arbitrer les débats. En 1609 on lui octroie un coadjuteur, son propre neveu Jean d'Estresse, avec qui il gouverne le diocèse. En 1620 il se retire dans ses terres de Curemonte, laissant le diocèse aux mains de Jean d'Estresse. Il meurt le 24 mars 1635, âgé de 86 ans, et Jean d’Estresse lui succède officiellement.